# Мајкл Мандо
Мајкл Мандо (рођен 1980/1981. (43—44 год.)) је канадски глумац. Играо је Nacho Varga у AMC серији Better Call Saul (2015–2022), Vaas Montenegro у видео игрицама франшизе Far Cry (2012, 2021), Вика Шмидта у научнофантастичној серији Orphan Black (2013–2014), и Mac Gargan у филму Spider-Man: Homecoming (2017). Номинаован је за две Канадске награде за телевизију и Награду Гилдии глумаца.

## Рано детињство
Мандо је рођен у Квебек Сити. Одгајао га је отац и он је други од троје браће. Њихова породица је често мењала домове, живели су у више од 35 кућа у 10 градова на четири континента пре него што је Мандо имао 25 година. Мандова мајка је из Гвинеја, а отац је био доктор хемије из Немачка. Мандо је већину свог детињства провео у Акри, Гана, Абиджан, Обала Слоноваче, и Бејрут, Либан, пре него што се као тинејџер вратио у Канада. Његов матерњи језик је француски, а говори и енглески, шпански и арапски. Одрастао је са жељом да постане писац или спортиста.
У својим двадесетим годинама, повредио је колено, што га је навело да промени своју каријеру. Студирао је разне области, укључујући међународни односи на Универзитет у Монреалу, пре него што је открио извођачке уметности на Доме театралном програму на Давсон колеџу 2004. године. Упркос томе што није имао формално образовање, играо је главну улогу у свих пет продукција овог програма. Дипломирао је 2007. године. Његова Доме позоришна представе укључују Орланда у Шекспировој Како вам драго, професора Катца у делу Давида Едгара Пентекост и Валентина Ксавијера у Орфеј силази Тенесија Вилијамса. Стивен В. Леки, председник програма, назвао је Мандоа "једним од најталентованијих појединаца који су изашли из програма у последњих 25 година".

## Кариера
Након што је играо главну улогу у две награђиване професионалне театралне продукције у Montrealu, Мандо је основао продукцијску компанију Red Barlo Productions. Први филм компаније, Conditional Affection (у којем је Мандо играо, режирао и писао), објављен је 2010. године и званично је одабран за Fantasia, Bare Bones, ACTRA Short Films, и New Hope International Film Festivals.
Мандова телевизијска дебитантска улога уследила је са низом контрастних ликова. Његови кредити укључују гостујуће улоге у криминалистичкој серији The Bridge, медицинској драми мини-серији Bloodletting and Miraculous Cures, као члан MS-13 банде у серији The Border, и као близак пријатељ лика Кензи (коју је тумачила Ksenia Solo) у фантазијској серији Lost Girl.
Мандо је више пута сарађивао са редитељима Johnom Fawcettom и Érik Canuel-ом, као и продуцентом Дејвидом Барлом. Имао је главну улогу у играном филму Territories из 2010. године. 2011. године имао је поновљену улогу у серији Les Bleus de Ramville и гостујућу улогу у серији King. Он је глас и лик Vaas Montenegro, главног лика у видео игри Far Cry 3 из 2012. године. Такође је играо у веб серији Far Cry: The Experience као Вааас, који хвата и мучи Christopher Mintz-Plasseа. У 2020-им, Мандо је поново играо Ваааса у Far Cry VR: Dive Into Insanity и Far Cry 6.
2012. године, Мандо је добио улогу у првој сезони научнофантастичне телевизијске серије Orphan Black, која је почела да се емитује 2013. године. Играо је Вика, насилног дилера дроге, и био номинован за Canadian Screen Award за свој рад на серији. Поново је играо Вика у другој сезони у поновљеној улози. 2014. године, Мандо се придружио касти серије Better Call Saul, спин-офа серије Breaking Bad, тумачећи лик Nacho Varga, професионалног криминалца.
У 2023. години, требало је да игра у серији Dope Thief, али је отпуштен због физичког сукоба са другим чланом глумачке екипе.
| Година | Награда                        | Категорија                                     | Дело             | Резултат   |
| ------ | ------------------------------ | ---------------------------------------------- | ---------------- | ---------- |
| 2012   | NAVGTR награда                 | Главна улога, драма                            | Far Cry 3        | Номинација |
| 2013   | D.I.C.E. награде               | Изузетна изведба карактера - мушкарац или жена | Far Cry 3        | Номинација |
| 2014   | Канадске награде за телевизију | Најбоља гостујућа изведба у драмској серији    | Rookie Blue      | Номинација |
| 2014   | Канадске награде за телевизију | Најбољи споредни глумац у драмској серији      | Orphan Black     | Номинација |
| 2019   | Screen Actors Guild Awards     | Изузетна изведба ансамбла у драмској серији    | Better Call Saul | Номинација |
| 2021   | Screen Actors Guild Awards     | Изузетна изведба ансамбла у драмској серији    | Better Call Saul | Номинација |
| 2022   | Hollywood Critics Association  | Најбољи споредни глумац у телевизијској серији | Better Call Saul | Номинација |
| 2022   | Сатурн награде                 | Најбољи споредни глумац на телевизији          | Better Call Saul | Номинација |